# Sida glaziovii
Sida glaziovii är en malvaväxtart som beskrevs av Karl Moritz Schumann. Sida glaziovii ingår i släktet sammetsmalvor, och familjen malvaväxter. Inga underarter finns listade i Catalogue of Life.